# Moustapha Zeghba
Moustapha Zeghba, né le 21 novembre 1990 à M'Sila est un footballeur international algérien. Il joue au poste de gardien de but au CR Belouizdad.
Il remporte le titre de meilleur gardien de but du championnat d'Algérie en 2018.

## Carrière en club

### ES Sétif
Il atteint les demi-finales de la Ligue des champions d'Afrique en 2018 avec le club de l'ES Sétif.

### Damac FC
Le 1er octobre 2022, il inscrit son premier but de sa carrière professionnelle face à Al Taï sur un long dégagement effectué qui rebondit, trompe le gardien adversaire et fini dans le filet.

## Statistiques

### En club
| Saison                | Club                  | Championnat           | Championnat | Championnat | Coupe(s) nationale(s) | Coupe(s) nationale(s) | Supercoupe | Supercoupe | Compétition(s) continentale(s) | Compétition(s) continentale(s) | Compétition(s) continentale(s) | Algérie | Algérie | Total | Total |
| Saison                | Club                  | Division              | M.          | B.          | M.                    | B.                    | M.         | B.         | Comp.                          | M.                             | B.                             | M.      | B.      | M.    | B.    |
| 2011-2012             | MC El Eulma           | Ligue 1               | 0           | 0           | -                     | -                     | -          | -          | -                              | -                              | -                              | -       | -       | 0     | 0     |
| 2012-2013             | MC El Eulma           | Ligue 1               | 0           | 0           | 2                     | 0                     | -          | -          | -                              | -                              | -                              | -       | -       | 2     | 0     |
| Sous-total            | Sous-total            | Sous-total            | 0           | 0           | 2                     | 0                     | -          | -          | -                              | -                              | -                              | -       | -       | 2     | 0     |
| 2013-2014             | AB Merouana           | Ligue 2               | 28          | 0           | -                     | -                     | -          | -          | -                              | -                              | -                              | -       | -       | 28    | 0     |
| 2014-2015             | AB Merouana           | Ligue 2               | 22          | 0           | -                     | -                     | -          | -          | -                              | -                              | -                              | -       | -       | 22    | 0     |
| Sous-total            | Sous-total            | Sous-total            | 50          | 0           | -                     | -                     | -          | -          | -                              | -                              | -                              | -       | -       | 50    | 0     |
| 2015-2016             | USM El Harrach        | Ligue 1               | 5           | 0           | 1                     | 0                     | -          | -          | -                              | -                              | -                              | -       | -       | 6     | 0     |
| 2016-2017             | USM El Harrach        | Ligue 1               | 28          | 0           | 2                     | 0                     | -          | -          | -                              | -                              | -                              | -       | -       | 30    | 0     |
| Sous-total            | Sous-total            | Sous-total            | 33          | 0           | 3                     | 0                     | -          | -          | -                              | -                              | -                              | -       | -       | 36    | 0     |
| 2017-2018             | ES Setif              | Ligue 1               | 24          | 0           | 1                     | 0                     | 1          | 0          | C1                             | 11                             | 0                              | -       | -       | 37    | 0     |
| 2018-2019             | ES Setif              | Ligue 1               | 20          | 0           | 5                     | 0                     | -          | -          | -                              | -                              | -                              | 1       | 0       | 26    | 0     |
| Sous-total            | Sous-total            | Sous-total            | 44          | 0           | 6                     | 0                     | 1          | 0          | -                              | 11                             | 0                              | 1       | 0       | 63    | 0     |
| 2019-2020             | Al Wehda Club         | Saudi Pro League      | 11          | 0           | 0                     | 0                     | -          | -          | -                              | -                              | -                              | -       | -       | 11    | 0     |
| 2019-2020             | Damac FC              | Saudi Pro League      | 16          | 0           | -                     | -                     | -          | -          | -                              | -                              | -                              | -       | -       | 16    | 0     |
| 2020-2021             | Damac FC              | Saudi Pro League      | 22          | 0           | 0                     | 0                     | -          | -          | -                              | -                              | -                              | -       | -       | 22    | 0     |
| 2021-2022             | Damac FC              | Saudi Pro League      | 25          | 0           | -                     | -                     | -          | -          | -                              | -                              | -                              | 2       | 0       | 27    | 0     |
| 2022-2023             | Damac FC              | Saudi Pro League      | 28          | 1           | 1                     | 0                     | -          | -          | -                              | -                              | -                              | 4       | 0       | 33    | 1     |
| 2023-2024             | Damac FC              | Saudi Pro League      | 21          | 0           | 2                     | 0                     | -          | -          | -                              | -                              | -                              | 1       | 0       | 24    | 0     |
| Sous-total            | Sous-total            | Sous-total            | 112         | 1           | 3                     | 0                     | -          | -          | -                              | -                              | -                              | 7       | 0       | 122   | 1     |
| 2024-2025             | CR Belouizdad         | Ligue 1               | 8           | 0           | -                     | -                     | -          | -          | C1                             | 4                              | 0                              | -       | -       | 12    | 0     |
| Total sur la carrière | Total sur la carrière | Total sur la carrière | 258         | 1           | 14                    | 0                     | 1          | 0          | -                              | 15                             | 0                              | 8       | 0       | 296   | 1     |

### En équipe nationale
| Saison                | Sélection             | Phases finales              | Phases finales | Phases finales | Éliminatoires CDM | Éliminatoires CDM | Éliminatoires CAN | Éliminatoires CAN | Matchs amicaux | Matchs amicaux | Total | Total |
| Saison                | Sélection             | Compétition                 | M              | B              | M                 | B                 | M                 | B                 | M              | B              | M     | B     |
| --------------------- | --------------------- | --------------------------- | -------------- | -------------- | ----------------- | ----------------- | ----------------- | ----------------- | -------------- | -------------- | ----- | ----- |
| 2018-2019             | Algérie               | -                           | -              | -              | -                 | -                 | 0                 | 0                 | 1              | 0              | 1     | 0     |
| 2021-2022             | Algérie               | Coupe arabe 2021 + CAN 2021 | 1+0            | 0              | 0                 | 0                 | 1                 | 0                 | 0              | 0              | 2     | 0     |
| 2022-2023             | Algérie               | -                           | -              | -              | -                 | -                 | 1                 | 0                 | 3              | 0              | 4     | 0     |
| 2023-2024             | Algérie               | CAN 2023                    | 0              | 0              | 0                 | 0                 | 0                 | 0                 | 1              | 0              | 1     | 0     |
| Total sur la carrière | Total sur la carrière | Total sur la carrière       | 1              | 0              | 0                 | 0                 | 2                 | 0                 | 5              | 0              | 8     | 0     |

### Matchs internationaux
Le tableau suivant liste les rencontres de l'équipe d'Algérie dans lesquelles Moustapha Zeghba a été sélectionné depuis le 27 décembre 2018 jusqu'à présent.

## Palmarès

### Palmarès en club
| ES Sétif (1)                                    |
| ----------------------------------------------- |
| - Supercoupe d'Algérie (1) : - Vainqueur : 2017 |

### Palmarès en sélection nationale
Avec la sélection algérienne, Moustapha Zeghba remporte la Coupe arabe de la FIFA 2021.
| Algérie (1)                                      |
| ------------------------------------------------ |
| - Coupe Arabe de la FIFA (1) - Vainqueur en 2021 |